# Wendi McLendon-Covey
Wendi McLendon-Covey, född 10 oktober 1969 i Bellflower i Kalifornien, är en amerikansk skådespelare.
McLendon-Covey har bland annat medverkat i TV-serierna Reno 911! (2003-2022), The Goldbergs (2013-2023) och Familjen Green i storstan (2018-2023). Hon har även medverkat i filmerna Goosebumps 2 från 2018 och Elementärt från 2023.

## Filmografi (i urval)
- 2002-2022: Reno 911!
- 2013-2023: The Goldbergs
- 2018-2023: Familjen Green i storstan
- 2018: Goosebumps 2
- 2019: What Men Want
- 2023: Elementärt
- 2024 – St. Denis Medical (TV-serie)